# The Greatest Hits - Volume 1: 20 Good Vibrations
A The Greatest Hits – Volume 1: 20 Good Vibrations a The Beach Boys egyik válogatásalbuma amit 1999-ben adott ki a Capitol Records. A lemezt eredetileg 1995-ben jelentették meg, akkor még "volume" szám nélkül. Később lett eldöntve hogy elkészítik a folytatását, így a lemezt újra kiadták 1999-ben, ugyanazon a napon mint a társát a The Greatest Hits – Volume 2: 20 More Good Vibrationst. A változás a két kiadás között, hogy míg az első lemezen  a Be True To Your School és a Help Me, Rhonda album változata van, addig az 1999-es kiadásban a kislemezváltozat.
A lemezen megtalálhatóak a zenekar 1962-66-ig tartó aranykorszakának legnagyobb slágerei, kiegészítve az 1988-as "Kokomo"-val. Az albumon két dalnál, a "Surfin' Safari"-nál és a "409"-nál nem Nick Venet-et jelölik meg producerként hanem Murry Wilsont, emellett a "Surfin' U.S.A." és "Shut Down"-nál pedig Brian Wilsont.
A The Greatest Hits – Volume 1: 20 More Good Vibrations a 95. helyet érte el az U.S.A.-ban, miután az ABC-n leadták a Beach Boys életét bemutató filmet. Az album  2X-es platinum minősítést kapott a RIAA-től mivel 2 000 000 példányban kelt el az Egyesült Államok-ban.

## Számlista
Minden dal Brian Wilson/Mike Love szerzemény, kivéve ahol jelölve van.
1. "Surfin’ Safari" – 2:05
2. "409" (Brian Wilson/Mike Love/Gary Usher) – 1:59
3. "Surfin’ U.S.A." (Brian Wilson/Chuck Berry) – 2:27
4. "Shut Down" (Brian Wilson/Roger Christian) – 1:49
5. "Surfer Girl" (Brian Wilson) – 2:26
6. "Little Deuce Coupe" (Brian Wilson/Roger Christian) – 1:48
7. "Catch a Wave" – 2:17
8. "Be True to Your School" – 2:06
9. "Fun, Fun, Fun" – 2:18
10. "I Get Around" – 2:13
11. "Dance, Dance, Dance" (Brian Wilson/Carl Wilson/Mike Love) – 1:59
12. "Do You Wanna Dance?" (Bobby Freeman) – 2:18
13. "Help Me, Rhonda" – 2:46
14. "California Girls" – 2:44
15. "Barbara Ann" (Fred Fassert) – 2:07
16. "Sloop John B" (Brian Wilson) – 2:55
17. "Wouldn’t It Be Nice" (Brian Wilson/Tony Asher/Mike Love) – 2:23
18. "God Only Knows" (Brian Wilson/Tony Asher) – 2:49
19. "Good Vibrations" – 3:36
20. "Kokomo" (John Phillips/Mike Love/Terry Melcher/Scott McKenzie) – 3:35

Az eredeti 1995-ös kiadás. Minden dal Brian Wilson/Mike Love szerzemény, kivéve ahol jelölve van.
1. "Surfin’ Safari" – 2:05
2. "Surfin’ U.S.A." (Brian Wilson/Chuck Berry) – 2:27
3. "Surfer Girl" (Brian Wilson) – 2:26
4. "Little Deuce Coupe" (Brian Wilson/Roger Christian) – 1:48
5. "Be True to Your School" – 2:06
6. "Fun, Fun, Fun" – 2:18
7. "I Get Around" – 2:13
8. "Shut Down" (Brian Wilson/Roger Christian) – 1:49
9. "Dance, Dance, Dance" (Brian Wilson/Carl Wilson/Mike Love) – 1:59
10. "Do You Wanna Dance?" (Bobby Freeman) – 2:18
11. "Help Me, Rhonda" – 2:46
12. "California Girls" – 2:44
13. "Barbara Ann" (Fred Fassert) – 2:07
14. "Sloop John B" (Brian Wilson) – 2:55
15. "Wouldn’t It Be Nice" (Brian Wilson/Tony Asher/Mike Love) – 2:23
16. "Good Vibrations" – 3:36
17. "409" (Brian Wilson/Mike Love/Gary Usher) – 1:59
18. "God Only Knows" (Brian Wilson/Tony Asher) – 2:49
19. "Catch a Wave" – 2:17
20. "Kokomo" (John Phillips/Mike Love/Terry Melcher/Scott McKenzie) – 3:35

A The Greatest Hits – Volume 1: 20 More Good Vibrations (Capitol 7243 5 21860 2) 11 hetet töltött a listán, és a 95. helyik jutott az U.S.A.-ban.

## Fordítás
- Ez a szócikk részben vagy egészben  a   The Greatest Hits - Volume 1: 20 More Good Vibrations című angol Wikipédia-szócikk fordításán alapul.  Az eredeti cikk szerkesztőit annak laptörténete sorolja fel. Ez a jelzés csupán a megfogalmazás eredetét és a szerzői jogokat jelzi, nem szolgál a cikkben szereplő információk forrásmegjelöléseként.